# Антиох Никатор
Антиох Никатор (др.-греч.  Ἀντίοχος Νικάτωρ) — гипотетический басилевс Греко-Бактрийского царства, который правил в промежутке 240—220 гг. до н. э.
Об этом царе известно лишь из нумизматических источников.
Среди батрийских монет известны монеты с легендой басилевс Антиох. На реверсе этих монет изображён Зевс Бреметский, швыряющий молнию, и орёл у его ног. На аверсе этих монет изображён мужской портрет, похожий на портрет на монетах Диодота I. Считается, что эти монеты чеканил Диодот I в так называемый переходный период своего правления, когда он ещё оставался селевкидским сатрапом, но уже стремился к независимости. Поэтому он заменил традиционное для Селевкидов изображения Аполлона на омфале на Зевса, а портрет басилевса — на свой портрет. В то же время, Диодот оставил надпись басилевс Антиох, показывая, что он признаёт Антиоха своим правителем. Позже, когда Диодот I упрочил свою власть, он заменил надпись на басилевс Диодот.
В 2010 году Йенс Якобссон высказал мнение, что это могли быть монеты неизвестного царя из династии Диодотидов — Антиоха. Также Якобссон с этим правителем связывал коммеморативную монету басилевса Агафокла в честь Антиоха Никатора. Обычно этого Антиоха ассоциировали с одним из селевкидских правителей, Антиохом I или его сыном Антиохом II. Однако ни один из этих басилевсов не имел эпиклесы Никатор  (др.-греч. Νικάτωρ, «Победитель»). По мнению российского исследователя Попова А. А., Антиох II мог получить эпитет Никатор за победу во Второй Сирийской войне и использовал его в восточных провинциях государства Селевкидов.
Якобссон полагает Антиоха сыном или младшим братом Диодота I. Марк Пассел развил эту гипотезу, считая, что Антиох был младшим братом Диодота I и тестем Диодота II. После смерти своего племянника Антиох стал новым басилевсом Бактрии. Он в союзе с Аршаком I отвоевал у саков западную и южную Согдиану. Именно за эту кампанию он получил эпитет Никатор. Около 214 до н. э. Евтидем I с Магнесии поднял мятеж и сверг власть Диодотидов.